# Le Maillet de Charlot
Pour plus de détails, voir Fiche technique et Distribution.
Le Maillet de Charlot (The Fatal Mallet) est une comédie burlesque américaine de Mack Sennett avec Charlie Chaplin, sortie le 16 mai 1914.

## Synopsis
Charlot et un autre homme - Sennett - courtisent la même jeune fille, Mabel. Cette rivalité dégénère en une bagarre dans laquelle les deux hommes se frappent et s'envoient des briques dans la figure. Mabel, mi-amusée mi-agacée, s'éloigne de la dispute pour rejoindre un troisième prétendant - Swain.
Pour contrer ce nouveau rival, Charlot et Sennett s'allient tant bien que mal et l'assomment avec un énorme maillet. Dans le même temps, Charlot en profite pour se débarrasser de son associé éphémère d'un second coup de maillet.
Après avoir repris leurs esprits, Sennett et Swain décident de se venger. À la suite de nouveaux coups de pied, Swain et Charlot finissent au fond du lac, tandis que Sennett s'éloigne tranquillement en compagnie de Mabel.

## Fiche technique
- Titre original : The Fatal Mallet
- Titre français : Le Maillet de Charlot
- Réalisation et scénario : Mack Sennett
- Photographie : Frank D. Williams
- Production : Mack Sennett
- Société de production : Keystone
- Distribution : Mutual Film
- Pays d'origine : États-Unis
- Format : Noir et Blanc - 1,33:1 - Muet (titres originaux en anglais)
- Longueur : une bobine
- Date de sortie : 16 mai 1914

## Distribution
- Charlie Chaplin : Charlot
- Mabel Normand : Mabel
- Mack Sennett : le deuxième prétendant
- Mack Swain : le troisième prétendant
- Gordon Griffith (non crédité) : le petit garçon